# Alexandre Volochine
Alexandre Stalyevitch Volochine (en russe : Александр Стальевич Волóшин), né le 3 mars 1956 à Moscou, est un homme politique russe, brièvement président du conseil d'administration de Unified Energy System, l'ancien service public d'électricité russe.
Il a le grade civil de conseiller d'État effectif de la fédération de Russie de 1re classe.

## Carrière politique
En 1997, Alexandre Volochine est nommé assistant du chef de l'administration présidentielle russe sous Boris Eltsine. Il est ensuite chef adjoint de septembre 1998 à mars 1999 et chef de l'administration présidentielle du 19 mars au 31 décembre 1999.
Il conserve son poste après que Vladimir Poutine soit devenu président par intérim le 31 décembre 1999 et est renommé chef de l'administration après l'investiture de Poutine à la présidence en mai. Volochine devient rapidement un membre essentiel de l'équipe de Poutine et est particulièrement apprécié pour son intellect et sa capacité à « dévorer le travail ». Ainsi, selon Tatiana Diatchenko, « Au travail, il est comme une machine complexe bien entretenue qui ne connaît pas la fatigue. Parfois, je ne sais pas comment il peut le supporter. ».
Alexandre Volochine démissionne le 29 octobre 2003. Alors qu'il est chef d'état-major, il est largement considéré comme favorable aux activités d'affaires[pas clair], et sa démission, au moment des poursuites contre Ioukos, est considérée comme faisant partie d'un abandon plus large des principes de libéralisation du marché.
Il est président du conseil d'administration de UES de 1999 à 2008 et président du conseil d'administration de Nornickel de 2008 à 2010[réf. souhaitée].
Il est administrateur non exécutif de Yandex à partir d'août 2010 après avoir été conseiller de l'entreprise pendant deux ans. À partir de février 2012, Alexandre Volochine est président du conseil d'administration et administrateur indépendant de JSC Freight One. Il exerce également la fonction de président du conseil d'administration d'Uralkali de 2010 à 2014.
En 2018, il devient copropriétaire secret d'American Ethane avec Constantin Nikolaïev, Mikhaïl Youriev et Andreï Kunatbaïev,.